# Hong Linh Ha Tinh FC
El Hong Linh Ha Tinh Football Club es un equipo de fútbol de Vietnam y actualmente compite en la V.League 1, la máxima categoría del fútbol de ese país.

## Historia
Fue fundado en el año 2015 como equipo filial bajo el nombre de Hanoi T&T "B" Football Club. La plantilla del club estaba compuesta principalmente por jugadores jóvenes del club Hà Nội de la V.League 1, pero ahora es totalmente independiente.
El Hong Linh Ha Tinh FC ganó la V.League 2 2019 antes de dos rondas (20/22 rondas) el 30 de agosto de 2019. Para la temporada 2020 debutaría histórica  contra el CLB Viettel y caen con marcador de 1-0.
El club termina en la 8.ª posición como mejor puesto luego de que se clasificara a la ronda por campeonato.

## Títulos
- V.League 2: 1

2019